# 加尔齐利亚纳
加尔齐利亚纳（意大利语：Garzigliana），是意大利北部皮埃蒙特大区都灵省的一个市镇。总面积7.4平方公里，总人口556，人口密度75.1人/平方公里（2010年12月31日）。